# Indigofera sphinctosperma
Indigofera sphinctosperma är en ärtväxtart som beskrevs av Paul Carpenter Standley. Indigofera sphinctosperma ingår i släktet indigosläktet, och familjen ärtväxter. Inga underarter finns listade i Catalogue of Life.